# 恩斯特·格雷芬贝格
恩斯特·格雷芬贝格（德語： 1881年9月26日—1957年10月28日），德裔美国医学家，生于阿德莱布森，他以开发宫内节育器和研究女性尿道在性高潮中的作用而闻名。G点即以他的名字命名。